# Vivianit

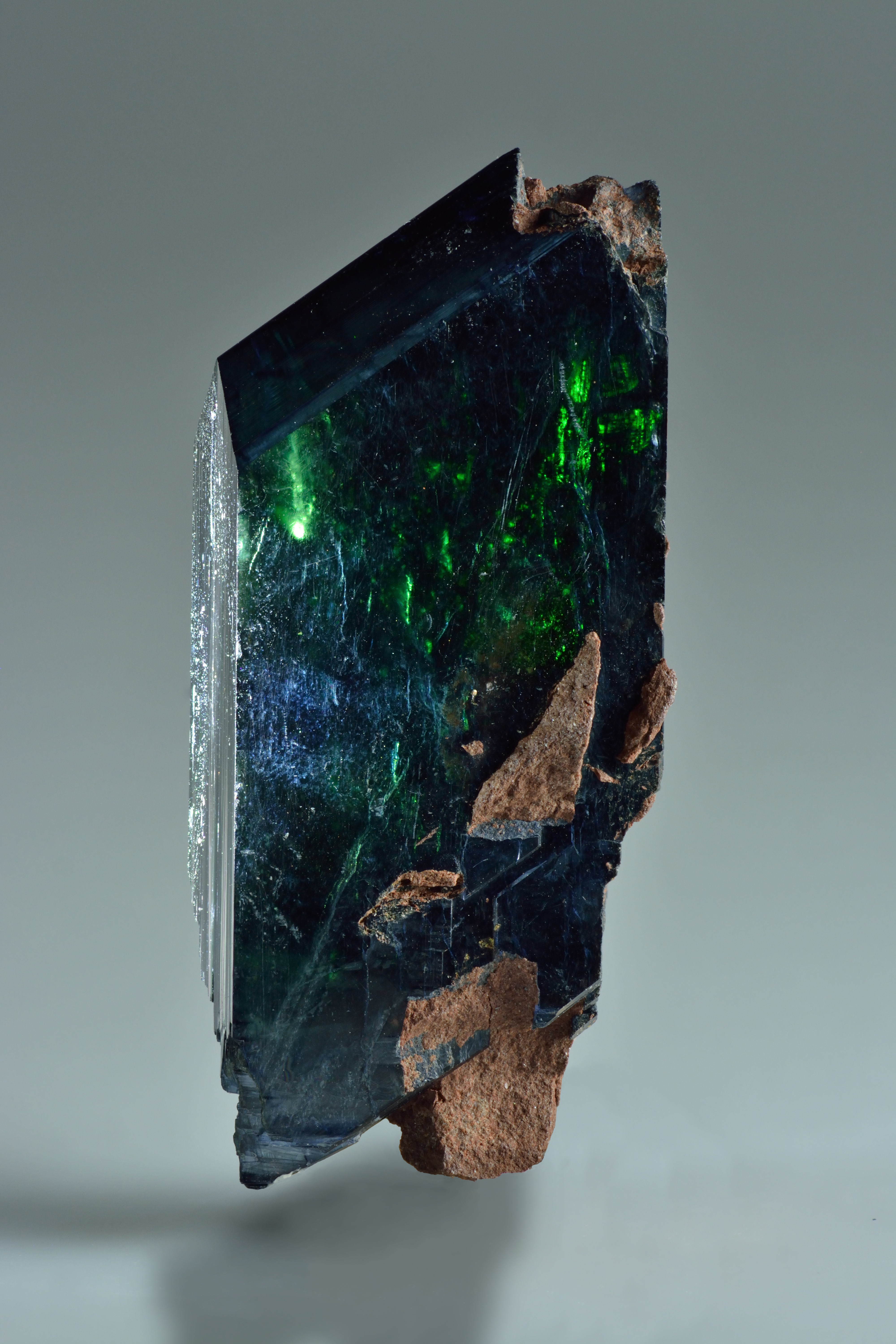
Vivianit

A vivianit (névváltozatok: anglarit, mullicit,  kékvasföld ) hidratált foszforsavas vasoxidul. Monoklin kristályrendszerben többnyire megnyúlt prizmás, oszlopos vagy táblás termetű kristályok. Tömeges lemezes és szálas formában is előfordul, lemezei hajlékony leveleket alkotnak, gyakran  földes és szemcsés porszerű formában fordul elő. A vivianitcsoport ásványegyüttesének tagja. Szépen fejlett kristályait ékszerkőnek is felhasználják. Agyagféleségekben finomszemcséjű elegye kékvasföld néven festékanyagként használatos.

## Kémiai és fizikai tulajdonságai
- Képlete:  Fe3(PO4)2·8H2O. (Esetenként magnézium (Mg) és mangán (Mn) szennyezés tapasztalható.)
- Szimmetriája: a monoklin kristályrendszerben, kevés szimmetriát mutatnak kristályai.
- Sűrűsége: 2,6-2,7 g/cm³.
- Keménysége: 1,5-2,0 lágy ásvány  (a Mohs-féle keménységi skála szerint).
- Hasadása: kitűnően hasítható.
- Törése:  egyenetlen törésű.
- Színe:  színtelen, de oxidálódva megkékül, sötétzöld, feketébe hajló sötétkék.
- Fénye: üveg- vagy gyöngyházfényű.
- Átlátszósága: átlátszó vagy áttetsző.
- Pora:  színtelen, mely indigókékre, majd barnára változik.
- Különleges tulajdonsága: sósavban oldódik, izzítás hatására vörössé válik és könnyen olvad.
- Elméleti tartalma:
- P2O: 28,3%
- FeO: 42,9%
- H2O: 28,8%

## Felismerése és keletkezése
1817-ben az angol J.G. Vivian geológus különítette el Angliában Cornwallban. Másodlagosan keletkezik vasszulfidos és foszforos oldatok egymásra hatása következtében. Üledékekben is megtalálható.
Hasonló ásványok: az azurit, lazulit és az annabergit.

## Előfordulásai
Németországban bajorországi Hagendorf közelében a Bajor-erdőben, A Harz-hegységben Elbingerode és Glücksrad bányáiban valamint Türingiában. Angliában Cornwall vidékén. Ausztriában Karintia tartományban Glantal környékén. Szlovákiában Dobsinán, Szomolnokon (Smolnik), Betléren (Betlear), Körmöcbányán (Kremnica). Csehország területén Pribram közelében. Románia területén Herzsabánya (Herja), Óradna (Rodna), Kisbánya (Chiuzbaia) Rónaszék (Costiui) vidékén. Szerbiában Trepca területén. Ukrajnában Gyertyánliget (Kobalicka Poljana) és a Krim-félszigeten Kerscs területén. Oroszországban az Ural-hegységben. Bolívia Potosiban és Brazília területén szépen fejlett oszlopos sötétzöld kristályai tömegesen találhatóak, amelyeket ékszerkőnek használnak. Az Egyesült Államokban Utah, Virginia, Maryland és Colorado szövetségi államokban, különösen szép kristálypéldányok kerülnek elő New Jersey államban Mullica Hill közelében. Kanadában a Yukon vidékén.  Előfordulásai ismertek Mexikó, Namíbia, Kamerun és Japán területén.
Kísérő ásványok: markazit, pirit, goethit, gipsz és jarosit.

## Előfordulásai Magyarországon
Rudabánya bányáiban találták kristályait. Szeged, Sándorfalva és Tiszalök térségében pleisztocén korban képződött kékes-szürke agyagokban találtak vivianitot földes borsószemnyi gömböcskék formájában. Nagyléta-Bagamér térségében holocén képződésű gyepvasérc rétegei között kékes és zöldeskék homokok apró vivianit kristályokat tartalmaznak. Somogyszob község közelében a Fenyőér és a Rinya-patak vízrendszeréhez kapcsolódó fiatalkorú vastartalmú ércesedés kvarchomokjában találhatóak élénk kék vivianit rögöcskék. Bolhás községig terjedően a jobb minőségű ércesedés keményebb padjai is tartalmaznak apró kristályokat.